# 畠中惠
畠中惠（1959年—）是一位日本推理小說作家。

## 生平
畠中惠出生於名古屋高知縣，並在名古屋造型艺术大学短期大学部畢業。畠中惠曾從事漫畫家助手、書店店員，後來開始從事小說創作，出道作品《娑婆氣》（しゃばけ）獲得2001年第十三屆日本奇幻小說獎優秀獎。
2011年（平成23年），『ちょちょら』第24回山本周五郎賞候補。

## 作品
娑婆氣系列(台版)
1. 娑婆氣
2. 致當家大人
3. 貓婆婆
4. 會動的怪影
5. 溫泉鄉夜逃
6. 算術師傅的難題

娑婆氣系列(大陸版)
1. 娑婆氣
2. 貓婆婆
3. 狐者异
4. 算术师傅的难题

## 外部連結
- しゃばけ倶楽部～バーチャル長崎屋～ （页面存档备份，存于）（新潮社）
- 小説新潮 （页面存档备份，存于）（新潮社）
- 週刊新潮 （页面存档备份，存于）（新潮社）
- ミステリーズ！ （页面存档备份，存于）（東京創元社）
- 『怪』-KWAI Network-（角川書店）
- NHKオーディオドラマ （页面存档备份，存于）（NHK）
- 主婦王 （页面存档备份，存于）（セブン新社）
- 日本ファンタジーノベル大賞 （页面存档备份，存于）（讀賣新聞）
- 日本ファンタジーノベル大賞（新潮社）